# 青春の記念碑
『青春の記念碑』（せいしゅんのきねんひ）は、スコットランドのグループであるベイ・シティ・ローラーズの初期のシングル曲を収録した日本独自編集のコンピレーション・アルバム。

## 背景
1975年にCBSソニーから、デビュー以来のイギリスでのシングルAB面を発売順に収録した2枚組LPとして発売された。当時の英語表記は『Souvenir Of Youth』（スーベニア・オブ・ユース）。発売後まもなく原盤のアリスタ・レコードの販売権がCBSソニーから東芝EMIに移ったことで廃盤になった。1978年に東芝EMIから2曲（「愛しのマリアンヌ」、「ロックン・ロール・ママ・リー」）を加えて再発された。英語表記は『Early Collection』（アーリー・コレクション）に変更された。2008年10月22日に紙ジャケット入りのCDが発売された。

## トラックリスト
以下は1978年盤の収録曲
1. 朝まで踊ろう（オリジナル・ヴァージョン） "Keep on Dancing" (Allen A. Jones, Andrew Love, Richard Shann)
  - 1971年リリースのシングル[4]
2. オールライト "Alright" (Jonathan King)
  - 「朝まで踊ろう」のB面
3. 二人のミュージック "We Can Make Music" (Louis Terence Josie)
  - 1972年リリースのシングル[5]
4. 僕のジェニー "Jenny" (King)
  - 「二人のミュージック」のB面
5. いとしのマナナ "Manana" (Alan Blaikley, Ken Howard)
  - 1972年リリースのシングル[6]
6. ビコーズ・アイ・ラヴ・ユー "Because I Love You" (Nobby Clark)
  - 「いとしのマナナ」のB面
7. サタデイ・ナイト "Saturday Night" (Bill Martin, Phil Coulter)
  - 1973年リリースのシングル[7]
8. バイクで突っ走れ "Hey ! C.B." (Martin, Coulter)
  - 「サタデイ・ナイト」のB面
9. 想い出に口づけ "Remember (Sha-La-La-La)"
  - 1973年リリースのシングル[8]
  - 初発売時のシングルではノビー・クラークが歌っていたが[9]、直後に脱退したのでレスリー・マッコーエンのボーカルに差し替えて再度発売された。本アルバムの1975年盤にはレスリー、1978年盤にはノビーのボーカル・バージョンが収録された[10]。2008年盤のCDにはレスリーの分が収録された。
10. バイ・バイ・バーバラ "Bye Bye Barbara" (Martin, Coulter)
  - 「想い出に口づけ」のB面
11. ベイ・シティ・ローラーズのテーマ "Shang-A-Lang" (Martin, Coulter)
  - 1974年リリースのシングル[11]
12. ロックン・ロールにしびれて "Are You Ready For That Rock & Roll" (Martin, Coulter)
  - 「ベイ・シティ・ローラーズのテーマ」のB面
13. 太陽の中の恋 "Summerlove Sensation" (Martin, Coulter)
  - 1974年リリースのシングル[12]
14. 帰らざる青春 "Bringing Back The Good Times" (Martin, Coulter)
  - 「太陽の中の恋」のB面
15. 明日に恋しよう "All Of Me Loves All Of You" (Martin, Coulter)
  - 1974年リリースのシングル[13]
16. ローラーズのバンプ "The Bump" (Martin, Coulter)
  - 「明日に恋しよう」のB面
17. バイ・バイ・ベイビー "Bye Bye Baby" (Bob Crewe, Bob Gaudio)
  - 1975年リリースのシングル[14]
18. 愛は君だけに "It's For You" (Eric Faulkner, Stuart Wood)
  - 「バイ・バイ・ベイビー」のB面
19. 愛しのマリアンヌ " Maryanne" (Faulkner, Wood)
  - 1975年リリースのシングル「マネー・ハニー」のB面[15]
20. 恋をちょっぴり "Give A Little Love" (John Goodison, Phil Wainman)
  - 1975年リリースのシングル[16]
21. 彼女を泣かせないで "She'll Be Crying Over You" (Faulkner, Wood)
  - 「恋をちょっぴり」のB面
22. 朝まで踊ろう "Keep On Dancing"
  - 『噂のベイ・シティ・ローラーズ』に収録
23. ディスコ・キッド "The Disco Kid" (Faulkner, Wood)
  - 『噂のベイ・シティ・ローラーズ』に収録
24. エンジェル・ベイビー "Angel Baby" (Faulkner, Wood)
  - 『噂のベイ・シティ・ローラーズ』に収録
25. ひとりぼっちの十代 "My Teenage Heart" (Faulkner, Wood)
  - 『噂のベイ・シティ・ローラーズ』に収録
26. ロックン・ロール・ママ・リー "Mama Li" (Faulkner, Wood)
  - 1976年リリースのシングル「ラヴ・ミー・ライク・アイ・ラヴ・ユー」のB面[17]

## パーソネル

### 1-4
- ノビー・クラーク – リード・ボーカル
- デレク・ロングミュアー – ドラムス、ボーカル
- アラン・ロングミュアー – ベース、ボーカル
- アーチー・マー – キーボード[18][4]
- ニール・ヘンダーソン – ギター[18]
- エリック・マンクラーク – ギター[18][4]

### 5-8、10
- ノビー・クラーク – リード・ボーカル
- デレク・ロングミュアー – ドラムス、ボーカル
- アラン・ロングミュアー – ベース、ボーカル
- エリック・フォークナー – ギター、ボーカル
- ジョン・ディバイン – ギター[6]

### 9
- ノビー・クラーク – リード・ボーカル（1978年盤LP）
- レスリー・マッコーエン – リード・ボーカル（1975年盤LP、2008年盤CD）
- デレク・ロングミュアー – ドラムス、ボーカル
- アラン・ロングミュアー – ベース、ボーカル
- エリック・フォークナー – ギター、ボーカル
- ジョン・ディバイン – ギター

### 11以降
- レスリー・マッコーエン – リード・ボーカル
- デレク・ロングミュアー – ドラムス、ボーカル
- アラン・ロングミュアー – ベース、ボーカル
- エリック・フォークナー – ギター、ボーカル
- スチュアート・"ウッディ"・ウッド – ギター、ボーカル